# Laura Wernet-Paskel
Laura Simona Wernet-Paskel (Santa Cruz, 18 februari 1911-San Nicolas, 8 september 1962) was een Arubaans onderwijzeres, schrijfster en activiste op Aruba. Op Aruba wordt ze op verschillende terreinen beschouwd als een pioniersvrouw. In de politiek schreef zij geschiedenis als de eerste vrouw die zich kandidaat stelde voor de verkiezingen.

## Biografie

### Beginjaren
Laura Paskel groeide op als oudste van drie kinderen in een katholiek landbouwersgezin in Santa Cruz. Op advies van de zusters Dominicanessen, die het katholieke onderwijs op Aruba verzorgden, vertrok zij op vijftienjarige leeftijd per boot naar Nederland, waar zij haar studie aan de R.K. kweekschool Het Heilig Hart te Reuver voortzette. Toen zij, gelijk met Magdalena de Cuba, in 1931 slaagde voor het onderwijzerexamen L.O. en handwerken, werden zij de eerste in Nederland afgestudeerde Arubaanse onderwijzeressen.

### Onderwijzeres en schrijfster
Terug op Aruba gaf Laura Paskel les aan de Mariaschool te Santa Cruz, waar ze bekend stond als "juffrouw Laura". Toen ze in 1937 met Willem Wernet trouwde, kreeg ze ontslag zoals dat toen gebruikelijk was bij gehuwde vrouwen in overheidsdienst.
In de eerste jaren van haar huwelijk nam zij de administratie van de bedrijven van haar echtgenoot op zich. Tussen 1938 en 1949 werden hun zeven kinderen geboren. Zij richtte aan huis een eigen bibliotheek in en leende boeken uit omdat er geen openbare bibliotheek was op het eiland. Daarnaast schreef zij poëzie en korte verhalen. Toen ze in 1944 het met de hand geschreven manuscript van tachtig pagina’s "Ons eilandje Aruba" voltooide, was ze daarmee de eerste Arubaanse vrouw die een stukje geschiedenis van haar eiland op papier vastlegde. Het manuscript geeft een beeldende beschrijving in het Nederlands van de Arubaanse bevolking, haar vroege levengewoonten en omstandigheden, haar prille groei en ontwikkeling in de jaren veertig van de 20ste eeuw en de op het eiland aanwezige flora en fauna. Delen van het manuscript verschenen tijdens de Tweede Wereldoorlog in een tijdschrift "Maandblad voor de Jeugd", dat door de paters werd uitgegeven. Dit manuscript verscheen echter pas in boekvorm in 1992, dertig jaar na haar dood.
Vanaf 1948 ging Laura Wernet-Paskel weer als onderwijzeres aan de slag, maar dit keer op contractbasis en steeds voor korte tijd. Naast de Mariaschool stond ze ook op andere scholen voor de klas, waaronder het Filomena College in San Nicolas. Ze was eveneens actief op maatschappelijk en cultureel terrein en bij kerkelijke activiteiten. In lijn met al deze activiteiten onderhield ze een uitgebreid internationaal correspondentienetwerk. Gedurende de oorlogsjaren 1940-1945 organiseerde zij met diverse andere initiatiefnemers op Aruba inzamelingsacties voor de hulpbehoevenden in Nederland, vooral in het hongerjaar 1944. Ook in 1953 zette zij zich in met inzamelingsacties voor de slachtoffers van de overstromingsramp in Zeeland. Als voorvechtster voor vrouwenrechten mobiliseerde zij in 1951 huisvrouwengroepen voor protestacties tegen prostitutie en de voorgenomen vestiging in Juana Morto van een bordeel naar het voorbeeld van de Curaçaose Campo Alegre. In 1957 constateerden artsen kanker bij haar en op 1 januari 1960 moest zij daardoor noodgedwongen haar taak als onderwijzeres neerleggen. Zij overleed in 1962 in het Lago-hospitaal.

### Politica
Als bekende RK vrouwenfiguur uit Santa Cruz sloot Laura Wernet-Paskel zich aan bij de in 1948 opgerichte UNA-partij. Nadat het algemeen kiesrecht in 1948 werd ingevoerd konden vrouwen op de Nederlandse Antillen voor het eerst naar de stembus bij de eerste statenverkiezingen van 17 maart 1949. Dit gold eveneens voor het deel van de mannen, dat voorheen onder de beperkende bepalingen van welstand of ontwikkeling viel. Nadat vrouwen reeds in 1937 het passief kiesrecht hadden verkregen stelde zij zich in 1949 verkiesbaar als eerste vrouw in de geschiedenis van Aruba. Hierna nam zij nog tweemaal deel aan verkiezingen, steeds als enige vrouwelijke kandidaat in de kieskring Aruba. 
Voor de statenverkiezingen op 17 maart 1949 behaalde zij middels partijstemming met 594 stemmen de vijfde plaats op de UNA-lijst, met Felipe Tromp als lijsttrekker. Met 13 persoonlijke stemmen slaagde zij er niet in  een statenzetel te behalen. Na een scheuring in de UNA ging Wernet-Paskel verder met UNA-II, de katholieke tak onder leiderschap van Apolonio (Poy) Werleman. Zij deed mee aan de statenverkiezingen van 21 december 1950 en de eilandsraadverkiezingen van 4 juni 1951, de eerste eilandsraadverkiezingen na invoering van de ERNA. Wederom behaalde zij onvoldoende persoonlijke stemmen voor een zetel. In 1955 trok zij zich terug uit de politiek. Op Aruba werd pas in 1963 Maria Irausquin-Wajcberg met voorkeursstemmen gekozen tot de eerste vrouwelijke parlementariër.

## Trivia
- De basisschool Sint Jan te Kadushi Largo in Santa Cruz werd in 1992 omgedoopt tot Colegio Laura Wernet-Paskel.
- In 1996 kwam een postzegel uit met haar beeltenis.
- Eind 1999 zij werd zij door diverse Arubaanse instanties gekozen tot vrouw van het Millennium.[3]
- Gemeente Den Haag besloot in 2021 een straat in een nieuwe wijk van het stadsdeel Escamp naar haar te vernoemen, het Laura Wernet-Paskelhof.[13]